# Fluorid antimonitý
Fluorid antimonitý, SbF3, je jedním ze dvou fluoridů antimonu, druhým je fluorid antimoničný. Někdy se označuje jako Swartsovo činidlo, protože se využívá jako činidlo ve Swartsově reakci.

## Příprava a struktura
Připravuje se fluorací oxidu antimonitého fluorovodíkem:
Sb2O3 + 6 HF → 2 SbF3 + 3 H2O
Je slabou Lewisovou kyselinou, ve vodě pomalu hydrolyzuje. Fluorem se oxiduje na fluorid antimoničný:
SbF3 + F2 → SbF5
Krystalová struktura je tvořena oktaedry SbF6 propojenými vrcholy (fluoridovými můstky). Tři vazby Sb-F jsou kratší (192 pm) a tři delší (261 pm). Protože má polymerní strukturu je méně těkavý než fluorid arsenitý a chlorid antimonitý.

## Využití
Slouží jako fluorační činidlo v organické chemii. Tuto schopnost poprvé popsal belgický chemik Frédéric Swarts v roce 1892. Fluorid antimonitý dokáže fluorovat organické i anorganické chloridy:
CCl3CCl3 + SbF3 → CCl2FCCl2F
SiCl4 + SbF3 → SiCl3F, SiCl2F2, SiClF3
Někdy může vystupovat i jako slabé oxidační činidlo:
3 PhPCl2 + 4 SbF3 → 3 PhPF4 + 2 Sb + 2 SbCl3